# Grande Traversata Elbana
La Grande Traversata Elbana (GTE) è il principale percorso escursionistico che attraversa l'isola d'Elba da un'estremità all'altra.

## Percorso

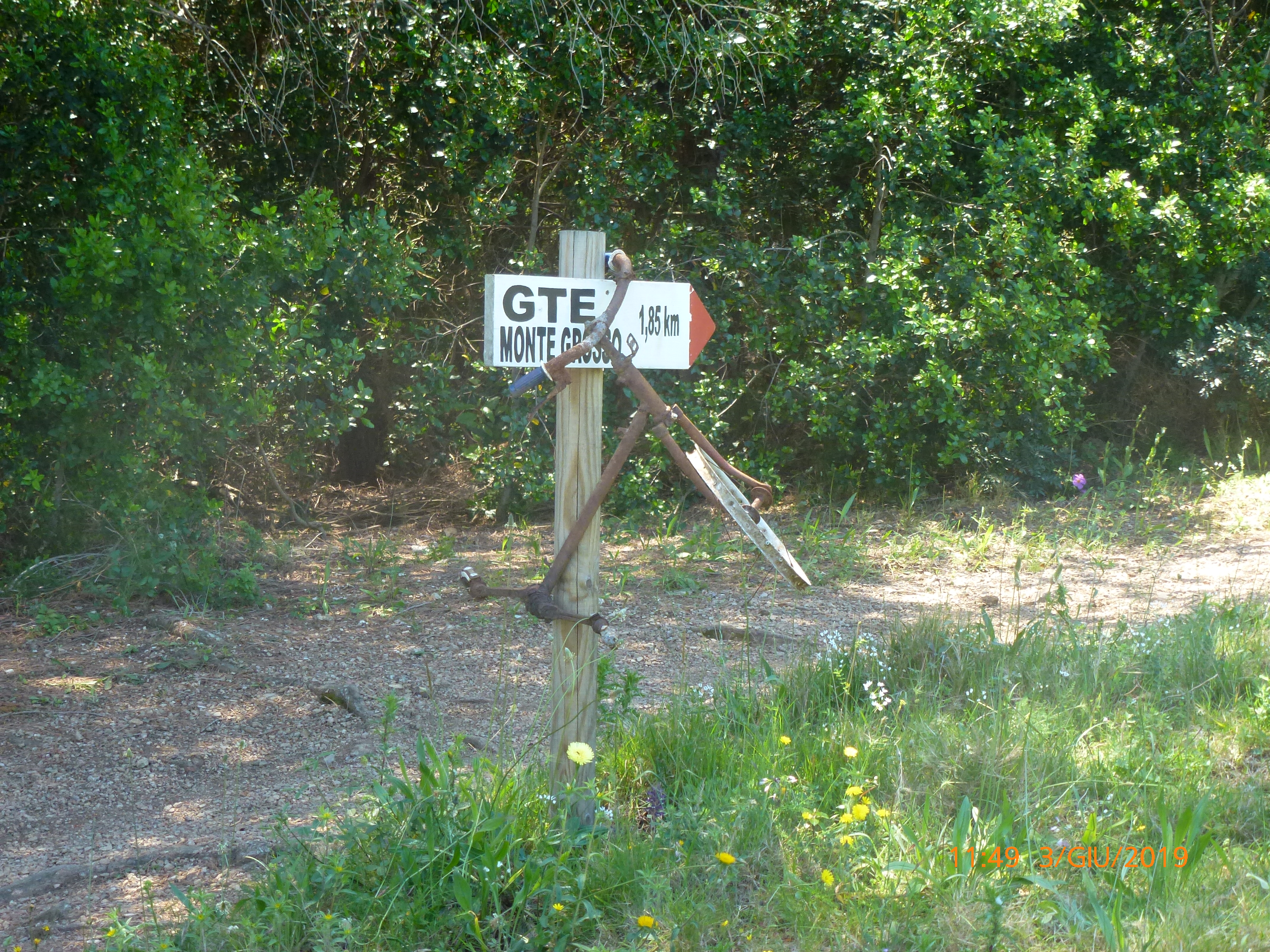
Segnavia lungo il percorso

Il trekking si sviluppa principalmente in senso Est-Ovest. Parte da Cavo, nei pressi dell'estremità nord-orientale dell'isola, si dirige ad Ovest fino ad inerpicarsi sul Monte Perone, quindi percorre la dorsale centrale dell'Elba e nei pressi del Monte Capanne si biforca. 
Il cammino storico, rappresentato dal ramo sud-occidentale, termina nel paese di Pomonte mentre il ramo nord-occidentale percorre la valletta del Fosso della Gabbiola e termina vicino alla Punta Polveraia.
La lunghezza del GTE è variabile da 50 a 60 km circa. In genere la GTE viene effettuata in tre o quattro tappe. La mappa delle tappe e il tracciato GPS sono consultabili sul sito Waymarked Trails oppure su Alltrails.
| Partenza | Arrivo  | Nome     | Tappe | Difficoltà  | Lunghezza | Ascesa  | Discesa | Dislivello | Quota Max    | Quota Min  |
| -------- | ------- | -------- | ----- | ----------- | --------- | ------- | ------- | ---------- | ------------ | ---------- |
| Cavo     | Patresi | GTE Nord | 4     | E (T2) (R2) | 58,7 km   | 3.265 m | 3.095 m | 170 m      | 915 m s.l.m. | 2 m s.l.m. |
| Cavo     | Pomonte | GTE Sud  | 4     | E (T2) (R2) | 51,2 km   | 2.685 m | 2.675 m | 10 m       | 870 m s.l.m. | 2 m s.l.m. |
| Cavo     | Pomonte | GTE Sud  | 3     | E (T2) (R2) | 47,3 km   | 2.360 m | 2.350 m | 10 m       | 827 m s.l.m. | 2 m s.l.m. |

| Partenza      | Arrivo        | Nome     | Tappa | Difficoltà  | Lunghezza | Ascesa  | Discesa | Dislivello | Quota Max    | Quota Min    |
| ------------- | ------------- | -------- | ----- | ----------- | --------- | ------- | ------- | ---------- | ------------ | ------------ |
| Cavo          | Porto Azzurro | GTE      | 1     | E (T2) (R2) | 18 km     | 1.125 m | 1.120 m | 5 m        | 515 m s.l.m. | 2 m s.l.m.   |
| Porto Azzurro | Procchio      | GTE      | 2     | E (T2) (R2) | 17 km     | 600 m   | 590 m   | 10 m       | 290 m s.l.m. | 50 m s.l.m.  |
| Procchio      | Poggio        | GTE      | 3     | E (T2) (R2) | 8,7 km    | 865 m   | 70 m    | 795 m      | 830 m s.l.m. | 50 m s.l.m.  |
| Poggio        | Patresi       | GTE Nord | 4     | E (T2) (R2) | 15 km     | 675 m   | 1.315 m | -640 m     | 915 m s.l.m. | 130 m s.l.m. |
| Poggio        | Pomonte       | GTE Sud  | 4     | E (T2) (R2) | 7,5 km    | 95 m    | 895 m   | -800 m     | 870 m s.l.m. | 22 m s.l.m.  |

Della GTE esiste anche un tracciato per mountain bike.
| Partenza | Arrivo  | Lunghezza | Ascesa  | Discesa | Dislivello | Quota Max    | Quota Min  |
| -------- | ------- | --------- | ------- | ------- | ---------- | ------------ | ---------- |
| Cavo     | Chiessi | 58 km     | 1.455 m | 1.350 m | 105 m      | 640 m s.l.m. | 2 m s.l.m. |

## Tracciati del GTE

Mappe semplificate del GTE
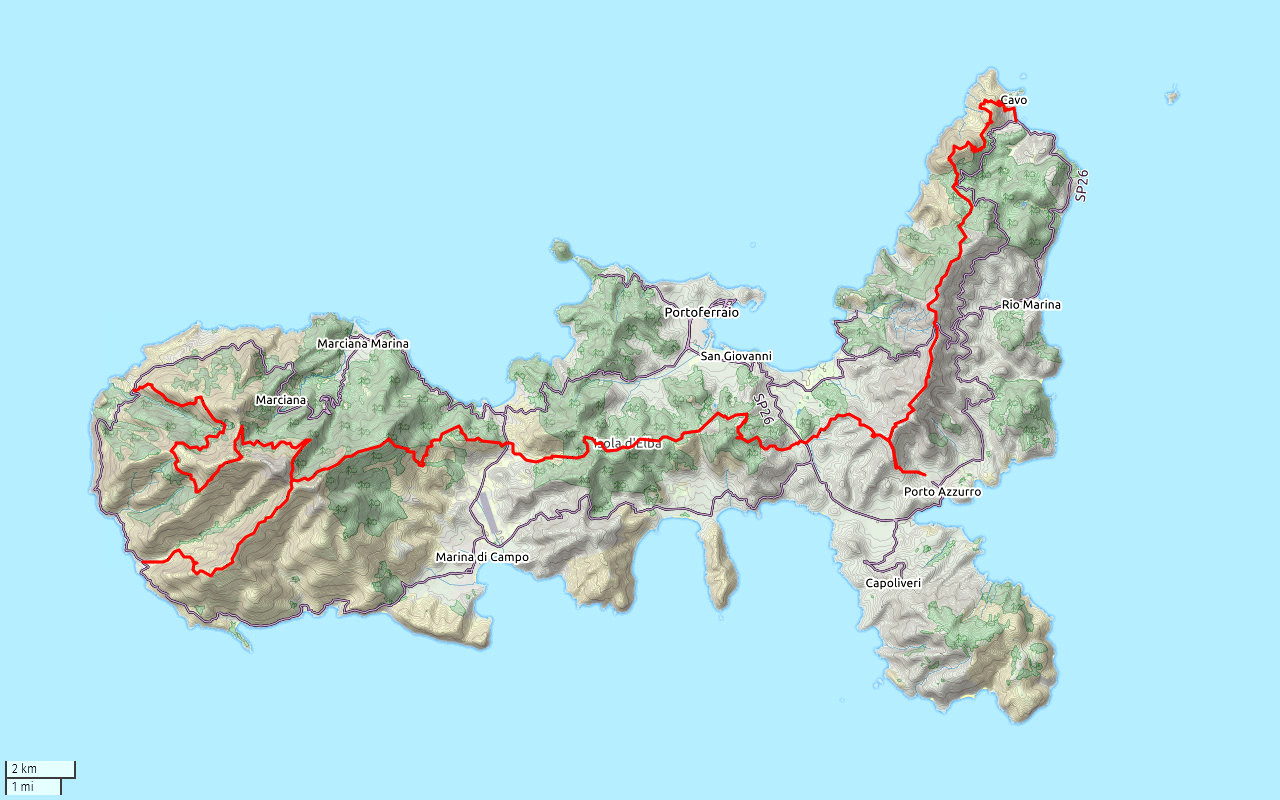
Percorso escursionistico (rosso) con le diramazioni Nord e Sud.
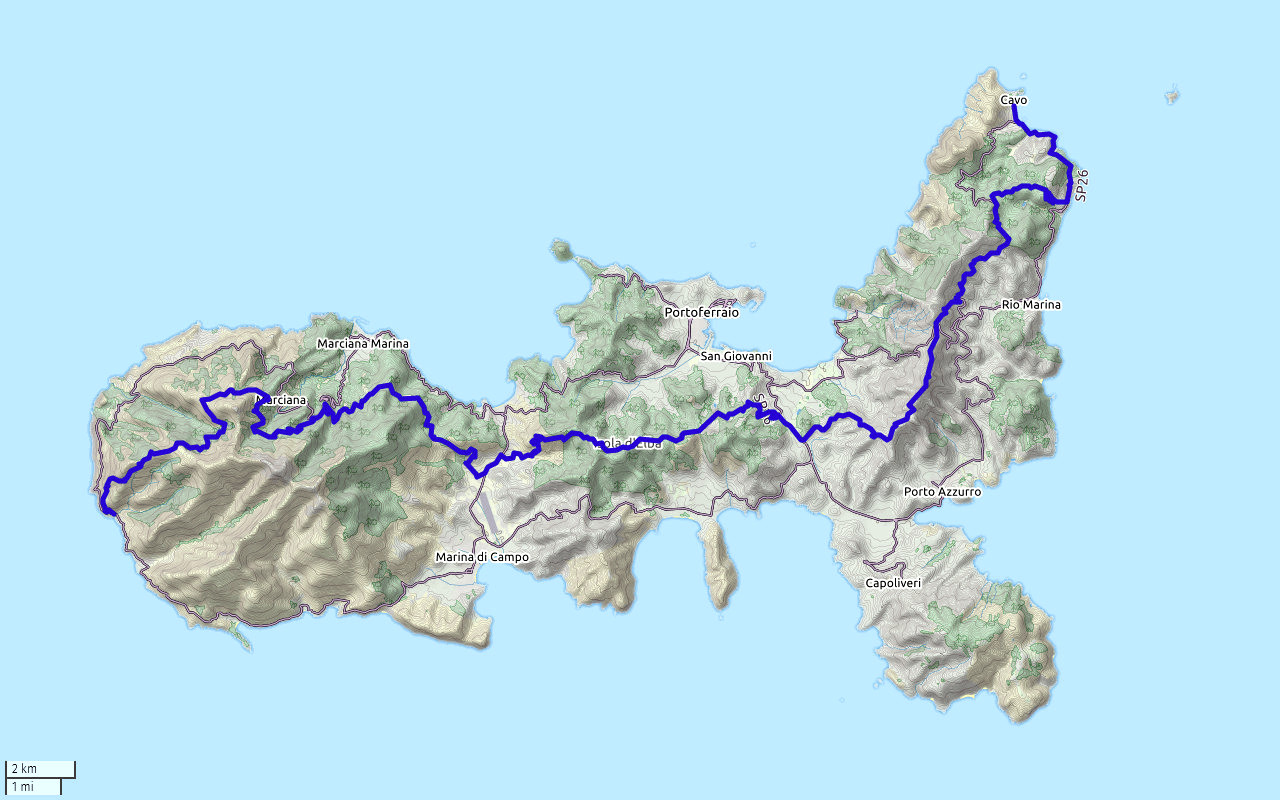
Percorso per MTB (blu).
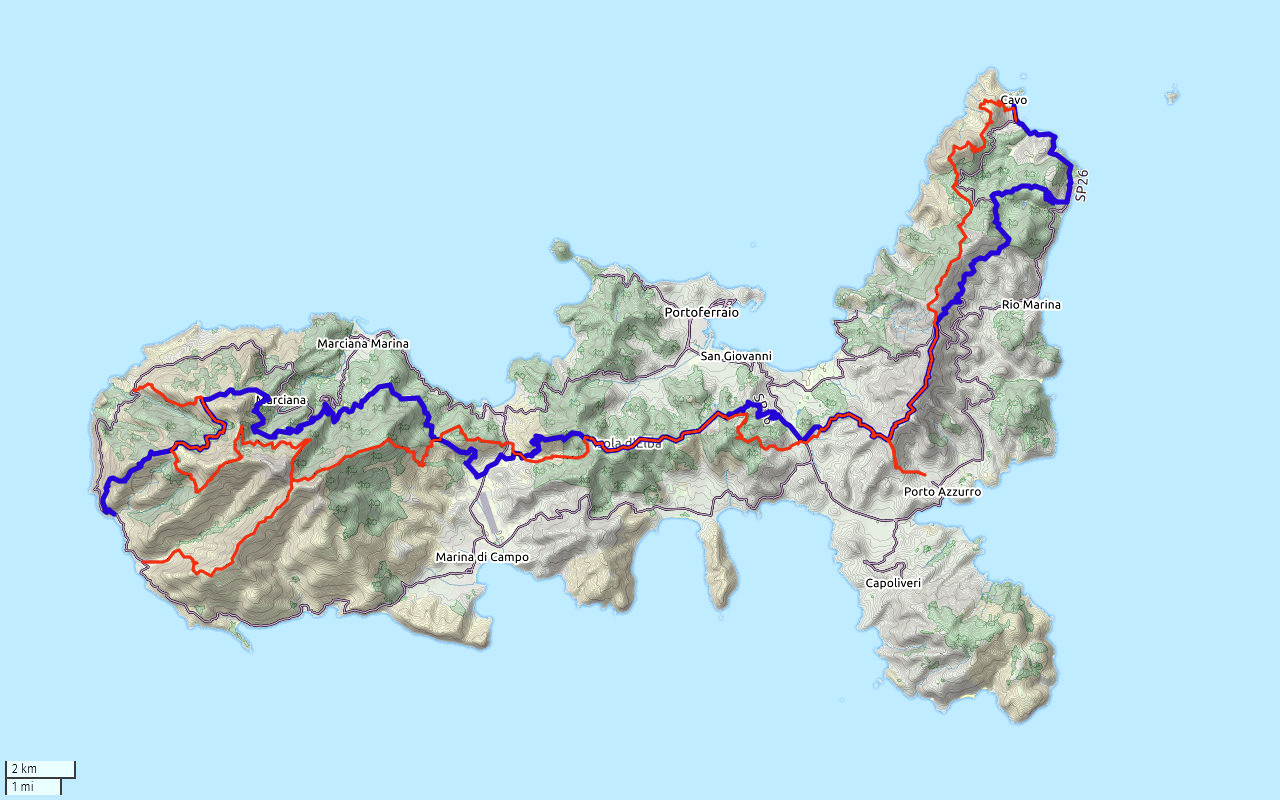
Sovrapposizione percorsi escursionistico (rosso) e per MTB (blu).